# Џон Т. Чејмберс
Џон Томас Чејмберс (енгл. John Thomas Chambers; Кливленд, 23. август 1949) је бивши генерални директор компаније Cisco Systems.

## Биографија
Чејмберс је рођен 23. августа 1949. у Кливленду, у савезној држави Охајо, као дете Џона Тјунера, познатијег као „Џек“ и Џун Чејмберс. Мајка му је била психијатар, а отац акушер. Породица је живела у Канава Ситију, граду у савезној држави Западна Вирџинија. У деветој години живота дијагностификована му је дислексија. Уз помоћ терапеута пронашао је начин да се носи са овим поремећајем.

## Образовање
Завршио је основне академске студије из области пословања и докторске академске студије из области права на Универзитету Западне Вирџиније. Осим тога има диплому мастера пословне администрације из области финансија и менаџмента на Кели факултету за пословне студије Универзитета у Индијани. Пре тога је похађао Факултет техничких наука на Универзитету Дјук од 1967. до 1968. године, где је био члан Сигма Алфа Епсилон братства.

## Каријера
Након завршетка мастер студија, као двадесетседмогодишњак је започео каријеру у продаји технолошких производа и услуга за компанију IBM, у којој је радио од 1976. до 1983. године. Затим се у 34. години, 1983. запослио у компанији Wang Laboratories, а касније, 1987. постао је заменик директора огранка компаније у САД. Током времена проведеног у компанији, профит Wang Laboratories од две милијарде долара 1989. године драстично је опао за 700 милиона долара већ 1990. године. Годину дана касније напустио је Wang Laboratories да би се запослио у компанији Cisco Systems која је изашла на берзу 16. фебруара 1990. Пет година касније, 1995. постао је генерални директор компаније Cisco Systems и на тој функцији је остао до 2015. године, а био је унапређен и на позицију председника управног одбора 2006. године.Током мандата на позицији генералног директора годишња добит од продаје је порасла са 1,9 милијарди америчких долара на 49,2 милијарде америчких долара. Чак Робинс је преузео позицију генералног директора Cisco Systems од Чејмберса 27. јула 2015. године. Након мандата на овој позицији, Чејмберс је остао у управном одбору до 2017. године када се повукао из компаније. У октобру 2016. саопштено је да поседује преко 1,7 милиона акција компаније Cisco Systems, приближне вредности од 54 милиона америчких долара. Такође, носи симболично титулу почасног председника, али без икаквих овлашћења унутар компаније. Почетком 2021. Чејмберс је постао члан управног одбора Quantum Metric-а, софтверске компаније са седиштем у Колорадо Спрингсу. Тренутно је председник управног одбора компаније Pensandо. Био је и члан управног одбора компаније myCFO.

## Приватни живот
Чејмберс и његова супруга Елејн имају двоје деце, Линдзи и Џоа.

## Политичко ангажовање
Чејмберс је у политичке сврхе донирао преко 180 хиљада долара Демократској странци и преко милион долара Републиканској странци. Он је обављао функцију заменика вође Републиканца Џона Макејна у председничкој кампањи 2008. године. Од 2010. радио је на позицији комесара у Комесаријату за дигитални развој, који користи широкопојасне технологије као кључне покретаче друштвеног и економског развоја.

## Универзитет Западне Вирџиније
Факултет за пословне студије и економију Универзитета у Западној Вирџинији је 9. новембра 2018. године преименован у Факултет за пословне студије и економију „Џон Чејмберс“.

## Награде
Добитник је многих награда и почасти за филантропски рад у корпоративном свету, међу којима су и:
- место на Си-ен-еновој листи 25 најмоћнијих људи;
- место на листи -100 најутицајнијих људи на свету магазина Time;
- „Клинтонова награда за најбољег грађанина света“;
- Награда Државног секретаријата САД за изузетан допринос корпоративној друштвеној одговорности;
- Награда „Вудро Вилсон“ за корпоративно грађанство;
- Награда Фондације за образовање Силицијумске долине за пионирa у вођењу пословања 2009. године;[26]
- „Бауерова награда за управљање пословањем“ Института „Френклин“ 2012. године;[27]
- место на листи 100 најбољих генералних директора на свету магазина Harvard Business Review 2015. године;[28]
- „Едисонова награда за достигнућа“ за посвећеност иновацијама током читаве каријере 2016. године[29]

## Зарада
- 2014. године - Укупна зарада од 16.488.184 USD, која укључује основну плату од 1.100.000 USD, бонусе у износу од 2.500.000 USD, дивиденду од акција у износу од 12.876.709 USD и друге зараде у износу од 11.475 USD.[30]
- 2013. годинe - Укупна зарада од 21.049.501 USD, која укључује основну плату од 1.100.000 USD, бонусе у износу од 4.700.080 USD, дивиденду од акција у износу од 15.237.652 USD и друге зараде у износу од 11.769 USD.[31]
- 2012. годинe - Укупна зарада од 11.687.666 USD, која укључује основну плату од 375.000 USD, бонусе у износу од 3.953.376 USD, дивиденду од акција у износу од 7.348.265 USD и друге зараде у износу од 11.025 USD.[31]
- 2011. годинe - Укупна зарада од 12.890.829 USD, која укључује основну плату од 375.000 USD без бонуса, дивиденду од акција у износу од 12.500.100 USD и друге зараде у износу од 11.025 USD.[31]
- 2009. годинe - Укупна зарада од 12.788.498 USD, која укључује основну плату од 375.000 USD, бонусе у износу од 2.031.000 USD, дивиденду од акција у износу од 10.372.500 USD и друге зараде у износу од 9.998 USD.[32]
- 2008. годинe – Укупна зарада од 18.767.149 USD, која укључује основну плату од 375.000 USD, бонусе у износу од 3.002.802 USD, дивиденду од акција у износу од 6.442.000 USD, зараду од повлашћених акција у износу од 8.938.260 USD.[33]
- 2007. годинe - Укупна зарада од 12.801.773 USD, која укључује основну плату од 350.096 USD, бонусе у износу од 3.500.000 USD, зараду од повлашћених акција у износу од 8.944.000 USD.[34]

## Књиге
Чејмберс се спомиње у неколико књига које говоре о његовом стилу руковођења:
- Waters, John K. (5. 3. 2002). John Chambers and the Cisco Way: Navigating Through Volatility. Wiley. ISBN 978-0-471-00833-0.;
- „У центру збивања: Како је Џон Чејмберс управљао компанијом Cisco Systems током технолошког краха” (Слатер, Роберт и Харпер бизнис, . године). . 2003. ISBN 978-0-06-018887-0. Недостаје или је празан параметар |title= (помоћ)

Он је и аутор једне књиге:
- Chambers, John; Brady, Diane (25. 9. 2018). Connecting the Dots: Lessons for Leadership in a Startup World. Hachette Books. ISBN 978-0-31-648654-5.;
- „Постизање значајних успеха: Снага је у Вама” (Вивек Мансинг, Рахна Такурдас, 2022. године (Пингвин)) [1].  978-0-14-345646-9.